# Spathius tydeus
Spathius tydeus är en stekelart som beskrevs av Nixon 1943. Spathius tydeus ingår i släktet Spathius och familjen bracksteklar. Inga underarter finns listade i Catalogue of Life.